# St. Erasmus (Bicheln)

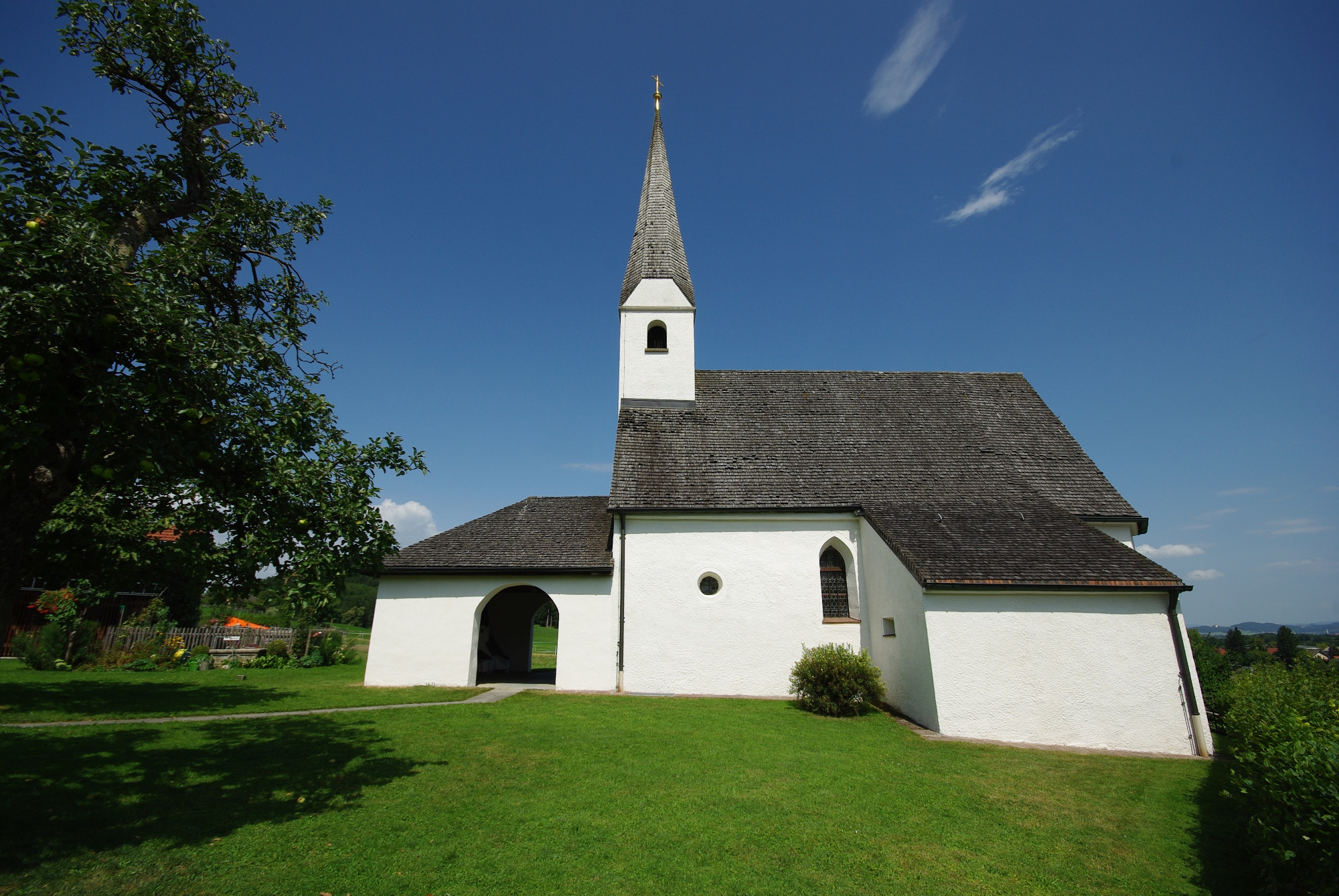
St. Erasmus in Bicheln

Die römisch-katholische Filialkirche St. Erasmus steht in Bicheln, einem Gemeindeteil von Ainring im oberbayerischen Landkreis Berchtesgadener Land. Das denkmalgeschützte Bauwerk ist in der Liste der Baudenkmäler in Ainring unter der Nr. D-1-72-111-13 eingetragen. Die Kirche gehört zum Dekanat Berchtesgadener Land im Erzbistum München und Freising.

## Beschreibung
Die spätromanische Saalkirche wurde im 13. Jahrhundert erbaut. Sie besteht aus einem Langhaus, einem eingezogenen Chor mit Fünfachtelschluss im Osten und einer Sakristei an der Südwand des Chors. Aus dem Satteldach des Langhauses erhebt sich im Westen ein quadratischer Dachreiter, der mit einem spitzen Helm bedeckt ist. Das Portal befindet sich in einem offenen Anbau vor der Fassade im Westen. 
Auf dem Altarretabel des aus älteren Teilen zusammengesetzten Altars von 1613 ist eine Schutzmantelmadonna dargestellt. An den Wänden des Langhauses befinden sich acht Tafelbilder, auf denen die Vita des Erasmus von Antiochia dargestellt ist.